# Toggenburg Mountain
Das Toggenburg Mountain ist ein Wintersportgebiet im US-Bundesstaat New York (Bundesstaat). Es liegt in Fabius, 36 km südöstlich von Syracuse im Onondaga County.
Das Skigebiet Toggenburg Mountain wurde 1953 auf dem Gebiet einer Ziegenzucht eröffnet. Die Gründer Eugene Hickey und Harry Ehle benannten ihr Skigebiet nach der Toggenburger Ziege. Drei Jahre nach der Eröffnung bestand Toggenburg Mountain aus einer breiten offenen Piste. Heute gibt es fünf Anlagen und 22 Pisten. Fast das gesamte Skigebiet ist zum Nachtskifahren geeignet. 
Beliebte Beschäftigungen neben der Piste sind Rennen mit Schneemobilen und Pond Skim. Dabei versuchen die Skifahrer auf der Piste so viel Schwung zu bekommen, dass sie mit den Skiern über einen Pool fahren können.